# Air Supply (álbum de 1976)
Air Supply es el álbum debut del dúo australiano Air Supply, publicado en diciembre de 1976. El disco escaló a la posición n.º 17 en las listas de éxitos australianas. Incluye el sencillo "Love and Other Bruises", el cual alcanzó la posición n.º 6 en las listas del mismo país.

## Lista de canciones
Todas las canciones escritas y compuestas por Graham Russell. 
| N.º | Título                   | Duración |  |
| 1.  | «Feel the Breeze»        | 3:55     |  |
| 2.  | «I Don't Believe You»    | 4:02     |  |
| 3.  | «Empty Pages»            | 4:20     |  |
| 4.  | «What a Life»            | 4:36     |  |
| 5.  | «Secret Agent»           | 3:41     |  |
| 6.  | «The Weight Is My Soul»  | 3:29     |  |
| 7.  | «Love and Other Bruises» | 3:43     |  |
| 8.  | «It's Not Easy»          | 4:24     |  |
| 9.  | «We Are All Alone»       | 3:16     |  |
| 10. | «Strangers in Love»      | 3:46     |  |
| 11. | «Ain't It a Shame»       | 3:10     |  |

## Créditos
- Russell Hitchcock – voz
- Mark McEntee – guitarras
- Graham Russell – guitarras, voz
- Adrian Scott – teclados
- Jeremy Paul – bajo
- Jeff Browne – batería